# バス・市電共通乗車カード
バス・市電共通乗車カード（バス・しでんきょうつうじょうしゃカード）は、函館バスが発行する乗車カード。バス・電車共通カードとして、函館バスと函館市電で使用できる。
函館市交通局（現・函館市企業局交通部）が市営バス事業の段階的な廃止に備え、それを引き継ぐ形で導入した。

## 販売額・利用可能額
| 販売額  | 利用可能額 |
| ------- | ---------- |
| 1,000円 | 1,080円    |
| 2,000円 | 2,200円    |
| 3,000円 | 3,420円    |
| 5,000円 | 5,800円    |
| 7,000円 | 9,990円    |

- 7,000円の乗車カードは学生専用。

## その他
- 函館市企業局交通部発行のイカすカードも同様に利用できる。
- 一部の函館バスの路線や、函館市電の箱館ハイカラ號では利用できない。

## 今後
函館バスは函館市企業局交通部と共同で、2017年3月25日より、ICカード『ICAS nimoca（イカす ニモカ）』（相互利用となっている各種交通系ICカード：Kitaca・Suica・PASMO・TOICA・manaca・ICOCA・PiTaPa・SUGOCA・はやかけんも利用可能）が導入された。。
このため、磁気カードである「バス・市電共通乗車カード」に関しては、2018年（平成30年）3月31日をもって販売が停止された。なお、すでに購入済みのバス・市電共通乗車カードは2020年3月31日まで使用可能で、それまでに使い切れなかったカードについては残額から手数料を差し引いた分の払い戻しが受けられる予定となっている。